# IPhone (1. Generation)
Das iPhone ist das erste Smartphone der iPhone-Reihe des US-amerikanischen Unternehmens Apple. Es wurde am 9. Januar 2007 von Steve Jobs vorgestellt, am 29. Juni 2007 in den USA und im November 2007 in drei Ländern Europas auf den Markt gebracht. Zuvor gab es zwar bereits Handys mit erweiterten Multimediamöglichkeiten, doch diese ließen sich nicht wie heutige Smartphones rein über einen für sanften Fingerdruck berührungsempfindlichen Bildschirm bedienen.
Wie bei allen nachfolgenden iPhone-Modellen kommt auch auf dem iPhone der ersten Generation Apples hauseigenes Betriebssystem iOS zum Einsatz. Als das iPhone auf den Markt kam, wurde Version 1.0.0 mitgeliefert; die höchste offiziell von Apple angebotene iOS-Version, die für das iPhone veröffentlicht wurde, ist 3.1.3. Das iPhone wird hauptsächlich durch Fingerberührungen auf einem Multi-Touch-Bildschirm bedient.

## Geschichte

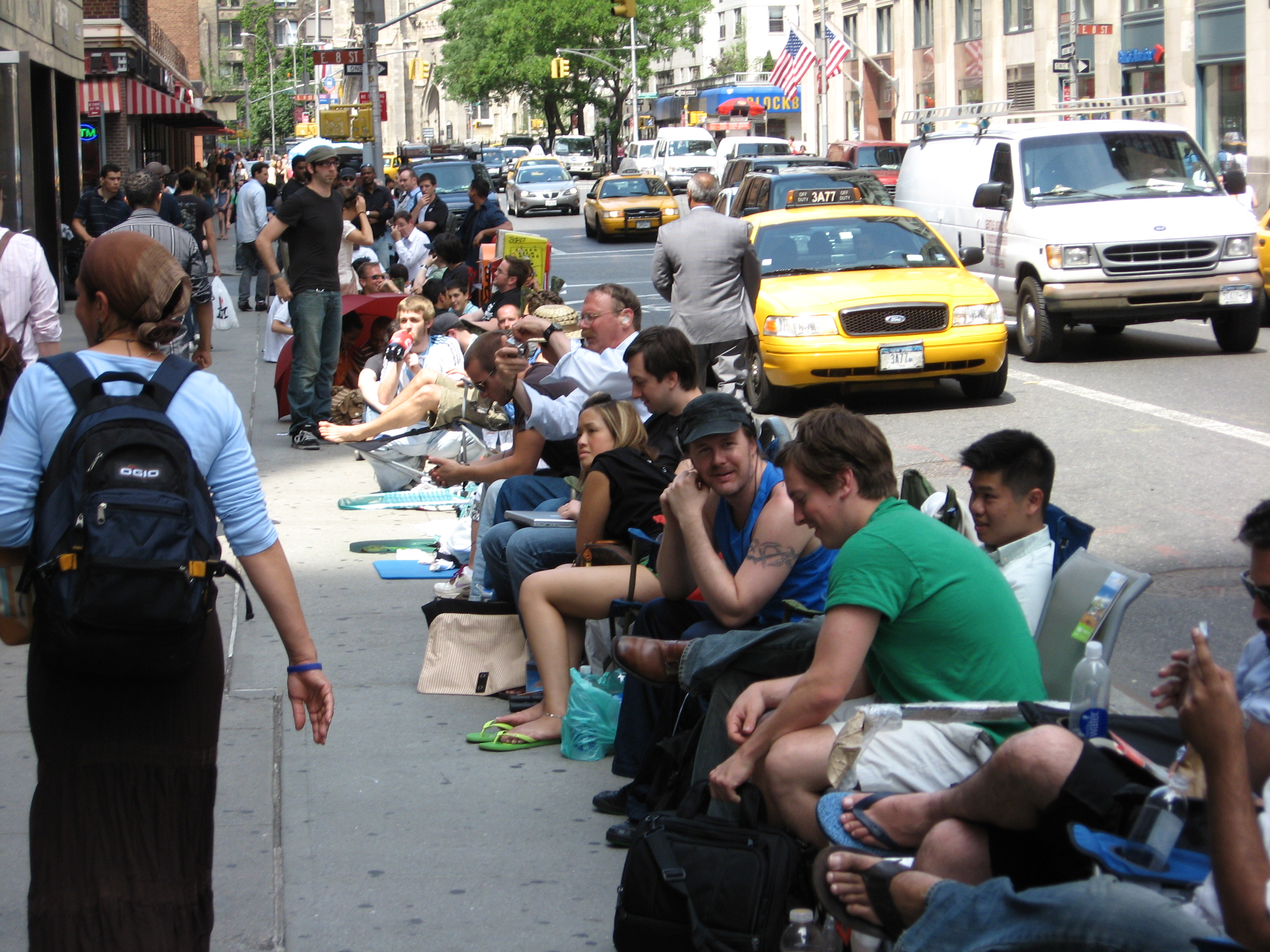
Wartende iPhone-Käufer am 29. Juni 2007 vor einem AT&T-Store in New York City

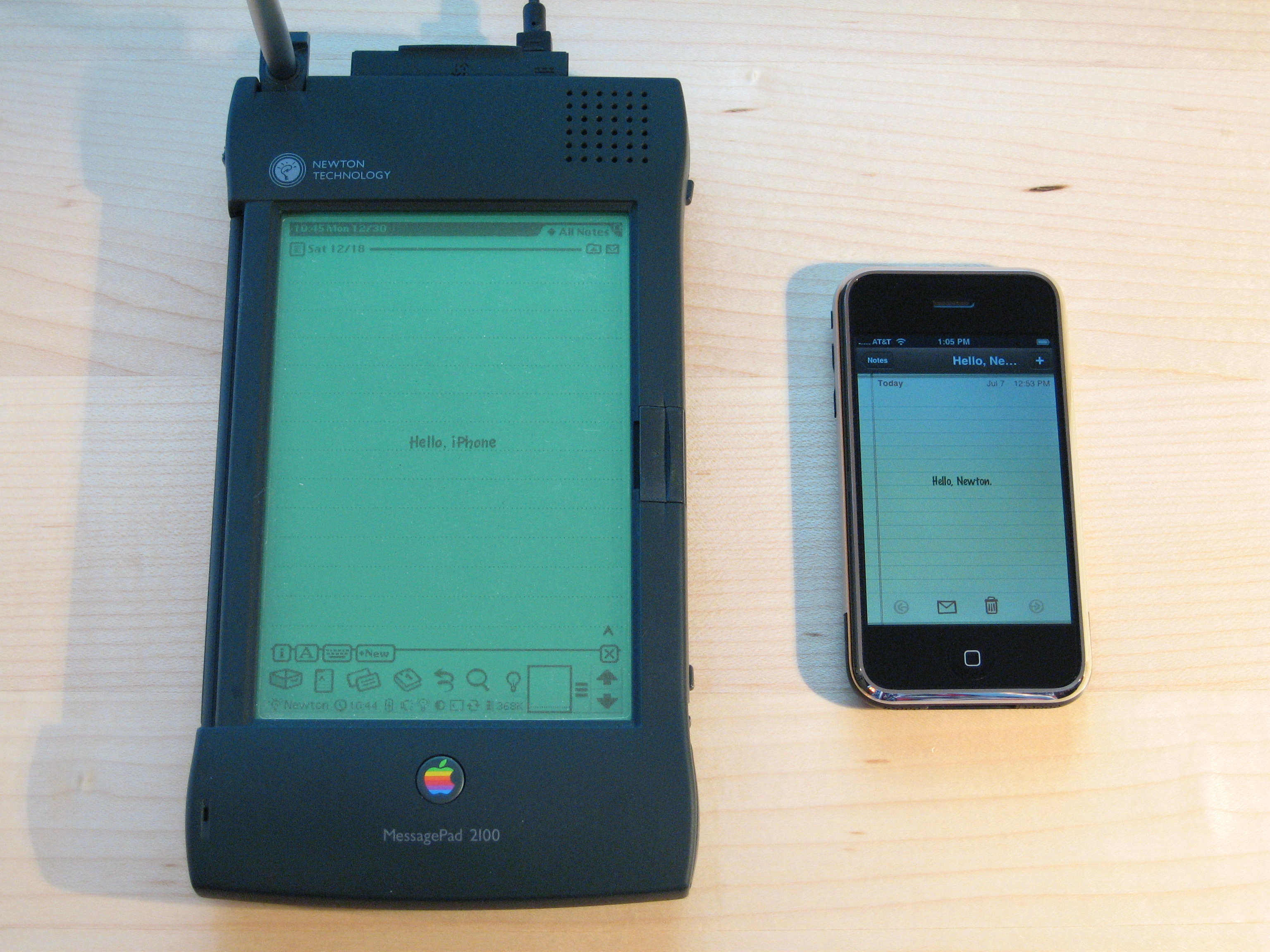
Der „Großvater“ des iPhones: das Newton MessagePad

Steve Jobs stellte das iPhone am 9. Januar 2007 auf der Macworld Conference & Expo in San Francisco vor. Anfang Juni 2007 kündigte ein Fernseh-Werbespot den Verkaufsbeginn in den Vereinigten Staaten für den 29. Juni an. Das Gerät wurde am ersten Tag in rund 200 Apple Stores und etwa 1800 Verkaufsstellen des Netzbetreibers AT&T Wireless (ehemals Cingular Wireless) angeboten. iPhones mit 4 GB Speicher hatten eine unverbindliche Preisempfehlung von 499 US-Dollar, die 8-GB-Versionen von 599 US-Dollar. Laut dem Apple-Bericht für das dritte Quartal des Geschäftsjahres wurden innerhalb der ersten zwei Verkaufstage rund 270.000 Einheiten des iPhones verkauft. Am 5. September verkündete Steve Jobs eine Preissenkung: Die 8-GB-Version sollte ab sofort nur noch 399 US-Dollar kosten, die 4-GB-Version wurde nicht mehr angeboten. Verärgerten Erstkunden bot Apple einen Gutschein im Wert von 100 US-Dollar an. Wer das 8-GB-Gerät innerhalb der zehn Tage vor Ankündigung der Preissenkung gekauft hatte, sollte die volle Differenz von 200 US-Dollar erstattet bekommen. Im vierten Quartal des Geschäftsjahres 2007 (bis 29. September 2007) wurden nach Angaben von Apple etwa 1,1 Millionen iPhones verkauft.
In Deutschland, Frankreich und Großbritannien war das Gerät im November 2007 erhältlich.
In Deutschland wurde es ab dem 9. November zunächst nur über T-Mobile Deutschland zum Preis von 399 Euro vertrieben, gekoppelt mit einem Zweijahresvertrag und einer Sperre, die eine Nutzung während der Mindestvertragslaufzeit ausschließlich im T-Mobile-Netz erlaubte. Im Gegenzug beteiligte T-Mobile das Unternehmen Apple an den monatlichen Umsätzen. Laut dem Spiegel kostete das iPhone mit Vertragsgebühren mindestens 1600 €. Nach Ablauf des Vertrags konnte diese Sperre kostenlos entfernt werden, sodass eine Aktivierung des Gerätes über iTunes auch mit SIM-Karten anderer Anbieter offiziell möglich wurde. In Großbritannien wurde es ab dem gleichen Tag für 269 Pfund Sterling (rund 387 Euro) mit einer Vertragsbindung an O2 verkauft. In Frankreich wurde das Gerät ab dem 28. November verkauft. Hier bekam der Telekommunikationsanbieter Orange den Alleinvertrieb, musste das iPhone aber aufgrund eines französischen Gleichheitsgesetzes auch ohne SIM-Lock oder mit einer Option auf Freischaltung anbieten. Die Gerätepreise lagen hier zwischen 399 Euro (mit Vertragsbindung) und 749 Euro (inklusive 100 Euro Freischaltegebühr, ohne Vertrag).
Am 17. März 2009 wurde bei der Vorstellung von iPhone OS 3.0 darauf hingewiesen, dass es nun in 80 Ländern verfügbar war. 2008 verkaufte Apple 13,7 Millionen iPhones. In der Schweiz war das erste Modell nicht verfügbar.

## Technische Daten

### Hauptprozessor
Das iPhone verwendet einen von Samsung hergestellten ARM1176-Prozessor mit 412 MHz Taktfrequenz. Die Bezeichnung des Prozessors lautet S5L8900, es handelt sich um den gleichen Prozessor wie im späteren iPhone 3G und dem iPod touch der ersten Generation. Der Prozessor unterstützt ARMv6, eine 32-Bit-Architektur. Der Prozessor konnte ab Werk 629 MHz leisten, wurde aber im iPhone auf 412 MHz heruntergeregelt, um die Akkulaufzeit zu erhöhen.

### Bedienung
Das iPhone ist mit einem kapazitiven Bildschirm (Touchscreen) unter einer Abdeckung aus optischem Glas ausgestattet, den Apple als Multi-Touch bezeichnet und der bis zu fünf Berührungsimpulse gleichzeitig verarbeiten kann. Die Bedienung ist sowohl mit Fingern als auch mit einem leitfähigen Eingabestift möglich. Das iPhone verfügt lediglich über fünf physische Bedienelemente: die Home-Taste auf der Vorderseite, seitlich zwei Tasten zur Lautstärkeeinstellung, einen Schalter zum Stummschalten und die Standby-Taste an der oberen Schmalseite. Zum Schreiben blendet es bei Bedarf eine Tastatur ein; zur Eingabe von Ziffern (beispielsweise dem Eingeben einer Telefonnummer) kann es einen Ziffernblock anzeigen. Das Display hat eine Auflösung von 320 × 480 Pixeln.

### Sensoren
Die erste iPhone-Generation hat drei Sensoren:
- Durch einen Näherungssensor wird bei dem Gerät automatisch die Eingabefunktion sowie die Bildschirmbeleuchtung ausgeschaltet, wenn es ans Ohr gehalten wird.
- Aufgrund eines Drei-Achsen-Beschleunigungssensors wechselt die Anzeige automatisch entsprechend der vertikalen oder horizontalen Haltung des Geräts.
- Ein zuschaltbarer Helligkeitssensor passt die Bildschirmhelligkeit an die Lichtverhältnisse der Umgebung an, wodurch sich die Akkulaufzeit deutlich erhöht.

### Mobilfunk und Vernetzung
Die Telefonie erfolgt bei der ersten Version des iPhone ausschließlich über GSM; Daten können per EDGE empfangen werden. Nach dem Erscheinen des iPhone 3G entstand so die inoffizielle Bezeichnung iPhone 2G. Das 2G bezieht sich nicht auf die Generation des iPhone, sondern das GSM-Mobilfunknetz.
Das Gerät ist ein Quadband-Telefon und unterstützt die Frequenzen 850, 900, 1800 und 1900 MHz. Des Weiteren kann es sich per WLAN (802.11b/g) oder Bluetooth verbinden. Da sich das iPhone nicht an den Bluetooth-Standard Advanced Audio Distribution Profile (A2DP) hielt, war eine Zusammenarbeit mit entsprechenden Bluetooth-Stereo-Geräten wie Kopfhörern und Autoradioschnittstellen anderer Hersteller nicht möglich. Dies änderte sich mit der Einführung von Software Version 3.0.1. Zahlreiche andere Bluetooth-Profile sind nicht vorhanden oder aktiviert. Das hat unter anderem auch zur Folge, dass sich keine Daten mit anderen Bluetoothgeräten austauschen lassen. Das iPhone der ersten Generation unterstützt auch keinen Breitbandzugang per UMTS oder HSDPA. Auch die im November 2007 eingeführte Europa-Version bot kein UMTS.
Einen GPS-Empfänger gibt es in diesem Modell nicht. Eine Ortsbestimmung (und Anzeige in Google Maps) ist dennoch möglich, sie basiert auf Trilateration der jeweils vom iPhone empfangenen Mobilfunkzellen sowie der Auswertung von bekannten WLAN-Hotspots. In Städten ist die erreichbare Genauigkeit mitunter recht hoch und kann unter 50 Meter liegen, eine Internetverbindung ist zur Positionsbestimmung wegen der Online-Standortabfragen der empfangenen Zellen zwingend notwendig.

### Medienwiedergabe

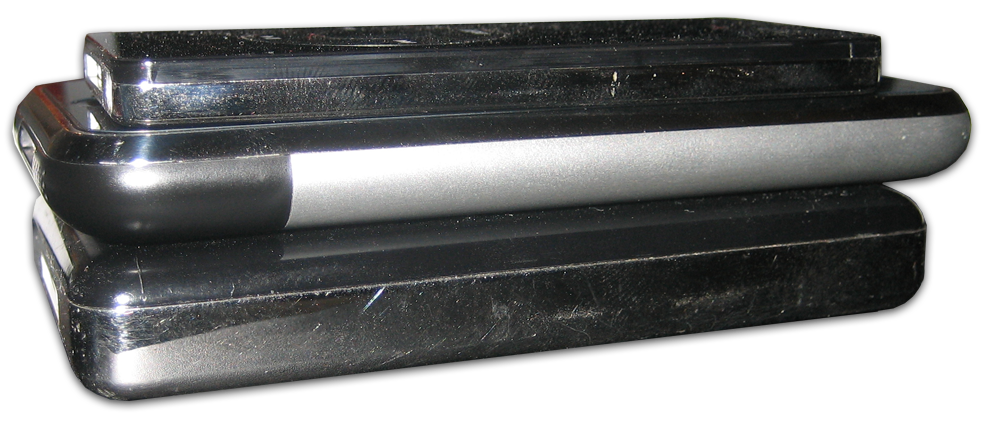
Größenvergleich zwischen einem iPod (4G), iPhone und iPod Nano (1G, von unten nach oben)

Der Prozessor des iPhone ermöglicht das Abspielen von komprimierten Videos im H.264-Standard, die auf die 480 × 320 Pixel des Bildschirms heruntergerechnet werden. Die maximale Auflösung kann 640 × 480 Pixel betragen. MMS für Audio und Video wird nicht unterstützt, was Apple Kritik einbrachte, da dieser Dienst bei anderen Handys fast durchweg Standard ist und die Unverfügbarkeit des MMS-Versands in keinem Zusammenhang mit der Hardware steht. Das Gerät besitzt sämtliche Funktionen des iPods mit Video-Abspielmöglichkeit und die aus iTunes bekannten Animationen der CD-Titelbilder (Cover Flow). Bei der Wiedergabe von Videos wechselt die Ansicht in die Horizontale, wodurch man einen Widescreen-Bildschirm erhält.

### Sprechgarnitur
Das vom Hersteller mitgelieferte Headset des iPhone ist mit weißen Stereokopfhörern ausgestattet und verfügt darüber hinaus über einen sogenannten „Klicker“ zur Steuerung des iPhone, in dem auch das Mikrofon untergebracht ist.

### Digitalkamera

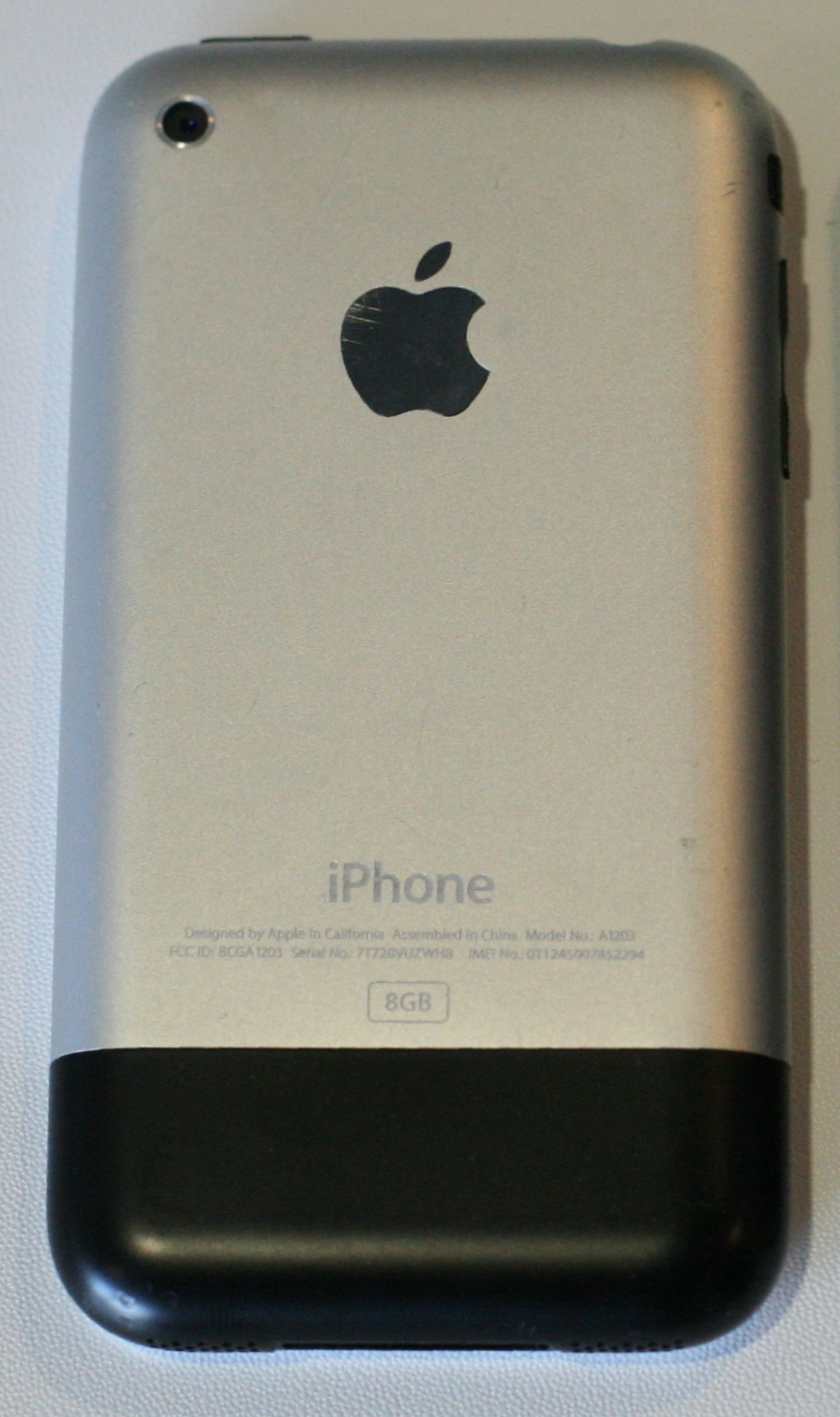
Aluminium-Rückseite der ersten iPhone-Generation mit Digitalkamera, die eine Auflösung von 2 Megapixel besitzt

Das Gerät verfügt über eine Zwei-Megapixel-Digitalkamera, deren Linsenöffnung ohne Abdeckung in der Rückwand des Mobiltelefons ausgespart ist und die keine Videosequenzen, sondern nur einzelne Bilder aufnehmen kann. Diese Beschränkung ist jedoch nur im Fehlen der entsprechenden Software begründet, auch ältere Modelle lassen sich nach einer von Apple nicht autorisierten Modifikation des Betriebssystems mit einer Videosoftware nachrüsten.

### Datenspeicher
Der Speicher ist ein 4 GB, 8 GB oder 16 GB großer NAND-Flash-Speicher. Ein Erweiterungssteckplatz für Speicherkarten ist nicht vorhanden. Die Größe des Arbeitsspeichers (RAM) beträgt 128 MB DRAM.

### Akku
Verbaut wurde ein 3,7 Volt Lithium-Polymer-Akku mit einer Kapazität von 1400 mAh. Das genügte laut Hersteller für Telefongespräche von bis zu acht Stunden sowie sieben Stunden für Videofunktionen und sechs Stunden Surfen im Internet oder um bis zu 24 Stunden Musik hören zu können. Die Akkukapazität im Standby-Modus betrage 250 Stunden. Nach ersten Tests beträgt die Sprechzeit über sieben Stunden, Musik kann man knapp über 22 Stunden lang hören, und bei Internetnutzung entlädt sich der Akku in etwas mehr als neun Stunden. Oftmals erreicht der Akku erst nach einigen Wochen Betrieb seine volle Leistungsfähigkeit, daher können die Laufzeiten bei Neugeräten kürzer sein.
Der eingebaute Akku kann vom Anwender nicht selbst ausgetauscht werden. Apple bietet in den USA den Wechsel für rund 86 $ (inklusive Versandkosten) innerhalb von drei Werktagen an. Das Unternehmen wurde von amerikanischen Verbraucherschützern kritisiert, dieses für Highend-Smartphones unübliche und teure Verfahren nicht öffentlich zu kommunizieren. Zudem ist der Akku im iPhone der ersten Generation an das Logicboard angelötet, was die Reparatur eines defekten Akkus zusätzlich erschwert. Seit dem iPhone 3G verzichtet Apple jedoch darauf.

### Anschlüsse
Das iPhone verfügt über eine 30-polige Anschlussbuchse Dock-Connector, die physikalisch weitgehend identisch mit der der iPods ist. Der Anschluss enthält Leitungen für Stereoton, Composite-Video (FBAS), Komponenten-Video (NTSC und PAL, eine Neuerung gegenüber früheren iPods, die einen S-Video-Ausgang haben; für die Verwendung dieses Ausgangs mit typischen europäischen Fernsehern wird eine Wandlerbox zur Wandlung in ein SCART-RGB-Signal benötigt), eine serielle Schnittstelle (zum Beispiel zur Steuerung), USB und FireWire. Das iPhone verfügt nicht über einen speziellen Antennenanschluss. Auf der Oberseite des iPhone befindet sich eine 3,5-Millimeter-Klinkenstecker-Buchse mit vier Kontakten (Stereoübertragung plus Zusatzleitung zum Anschluss des Mikrofons, der Kopfhörer, des Headsets oder eines TTY-Schreibtelefons für Gehörlose und Schwerhörige).

## Zulieferer und Fertigung
Die Federführung der Produktion des Bildschirms hatte das deutsche SDAX-Unternehmen Balda. Die Produktion selbst erfolgte unter anderem durch den Bildschirm-Hersteller TPK in der chinesischen Sonderwirtschaftszone Xiamen, aber auch durch Werke in Peking und Suzhou. Balda ist zu 50 Prozent Anteilseigner von TPK. Die Fertigungsmaschine, mit der die neuartigen Touchscreens für das iPhone produziert und mit der auch sonstige Oberflächen von Kunststoffteilen für Mobiltelefone und tragbare Spielekonsolen veredelt werden können, wurde von Balda in Kooperation mit dem TecDAX-notierten Maschinenbauer Singulus Technologies entwickelt.
Der im iPhone verbaute NAND-Flash-Speicher stammte von den Unternehmen SK Hynix, Intel, Micron, Samsung Electronics und Toshiba, mit denen Apple eine Übereinkunft bis 2010 vereinbart hatte. Zulieferer für den Baseband-Prozessor S-Gold 2 ist Infineon.

## Rezeption
Nach der Veröffentlichung des iPhone kritisierte Steve Ballmer als CEO von Microsoft, dass das iPhone zum Preis von 500 US-Dollar das teuerste Telefon der Welt und wegen fehlender Apps und der virtuellen Tastatur kaum für Geschäftskunden geeignet sei.
Das iPhone erhielt in Tests von Fachmagazinen überwiegend positive Kritiken.